# Eulecanium tiliae
Eulecanium tiliae är en insekt som först beskrevs av Linné 1758 under namnet Coccus tiliae. Eulecanium tiliae ingår i släktet Eulecanium, och familjen skålsköldlöss. Arten är reproducerande i Sverige. Inga underarter finns listade.